# Phryneta pallida
Phryneta pallida är en skalbaggsart som beskrevs av Thomson 1857. Phryneta pallida ingår i släktet Phryneta och familjen långhorningar. Inga underarter finns listade i Catalogue of Life.